# Satyrinae
Le Satyrinae Boisduval, 1833, sono una sottofamiglia di lepidotteri appartenenti alla famiglia Nymphalidae.

## Alcune specie

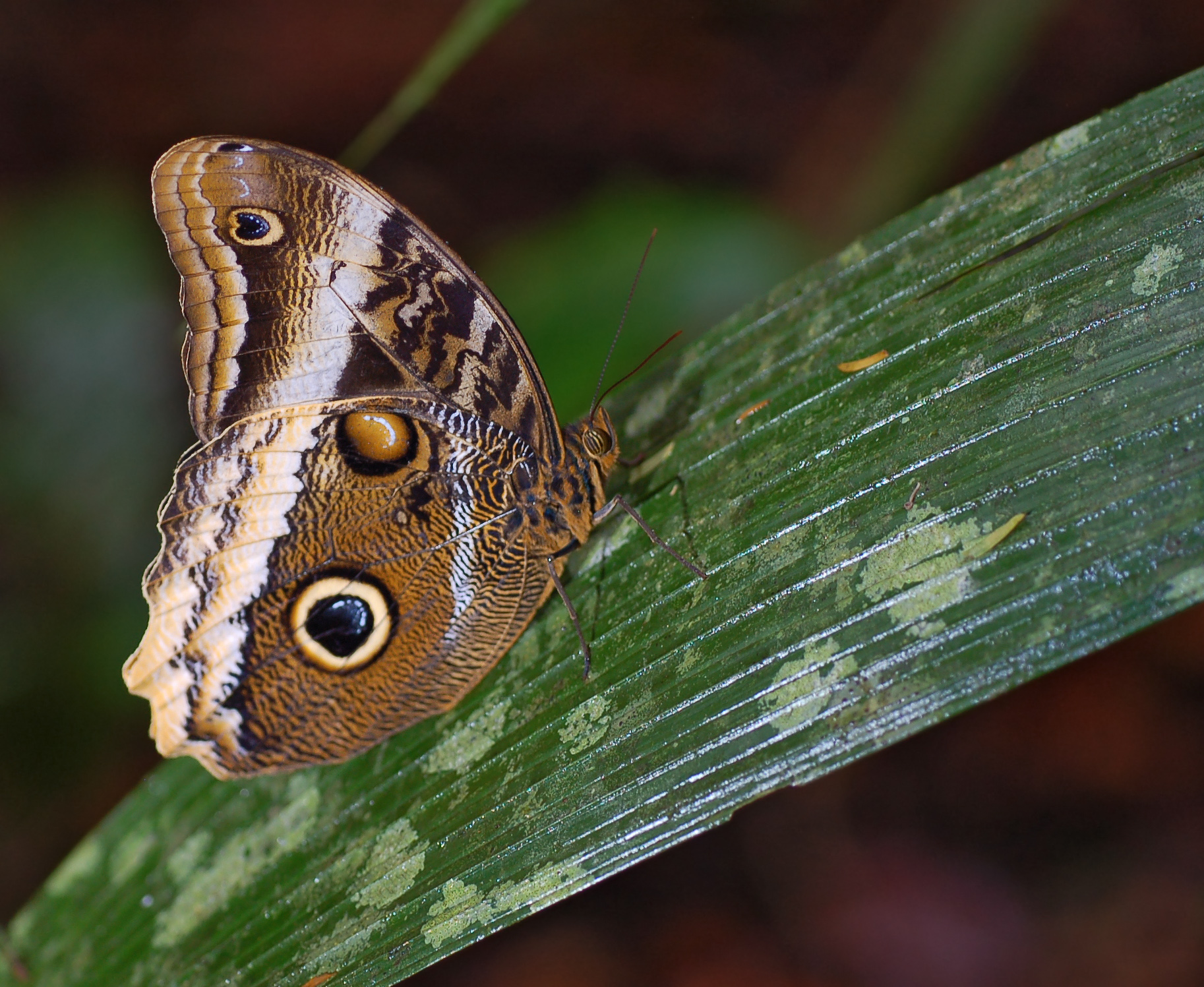
Caligo atreus dionysos (Brassolini)
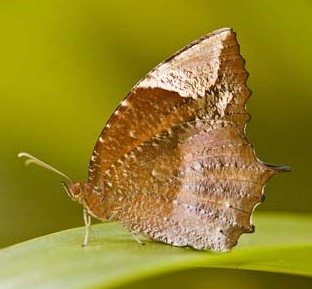
Elymnias hypermnestra (Elymniini)
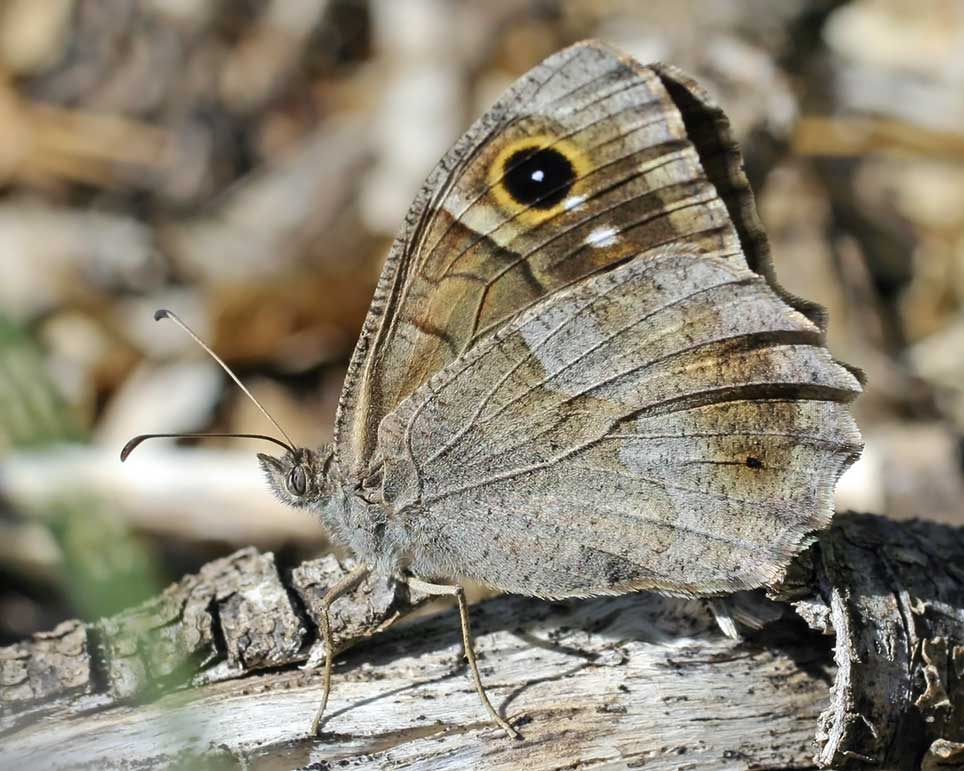
Hipparchia statilinus (Satyrini)
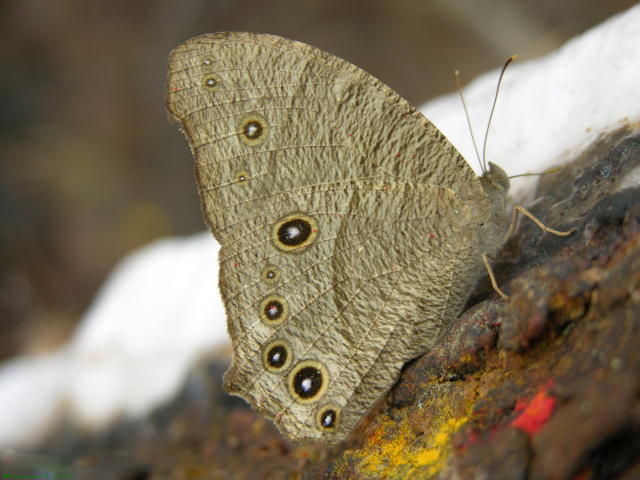
Melanitis leda (Melanitini)
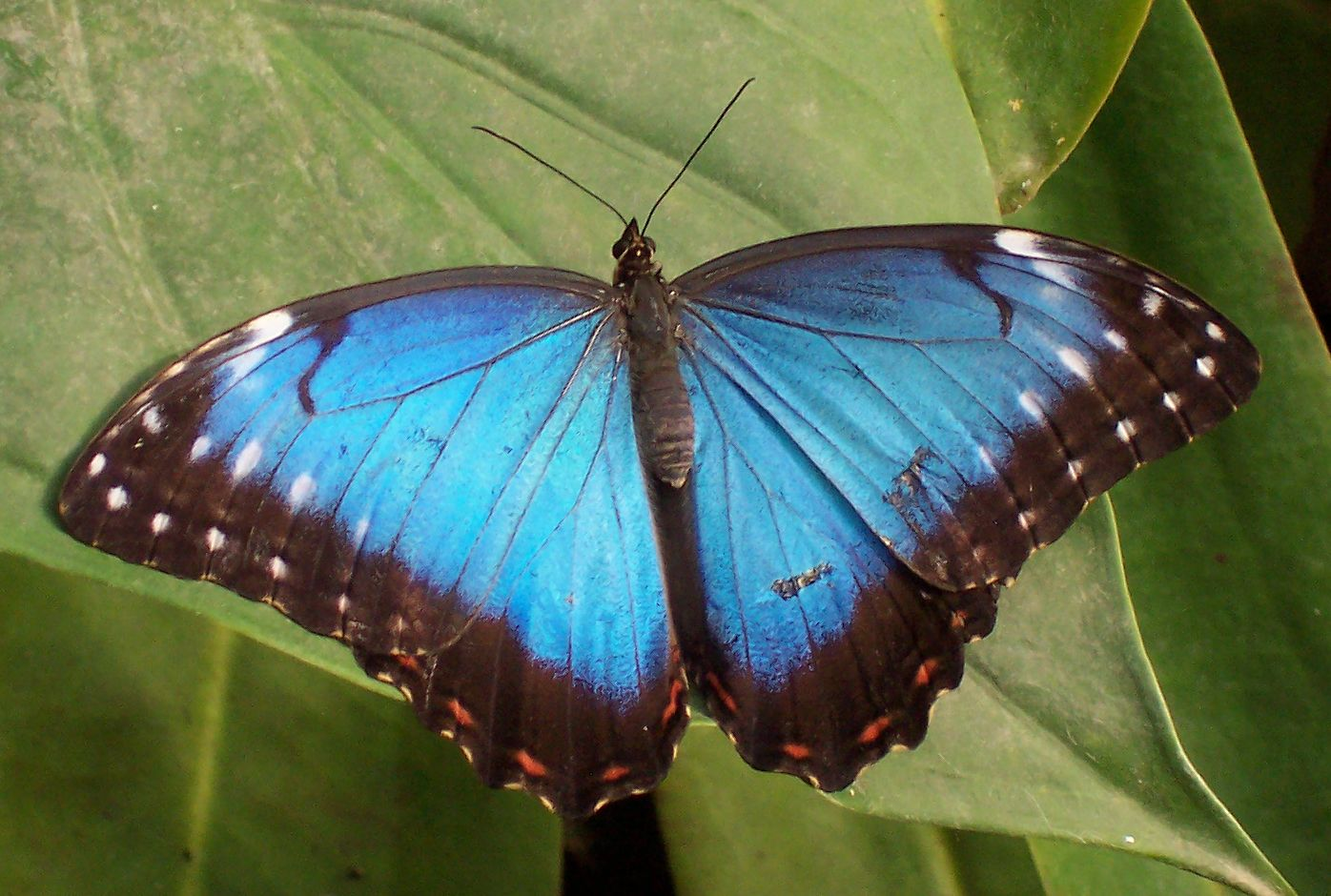
Morpho peleides (Morphini)
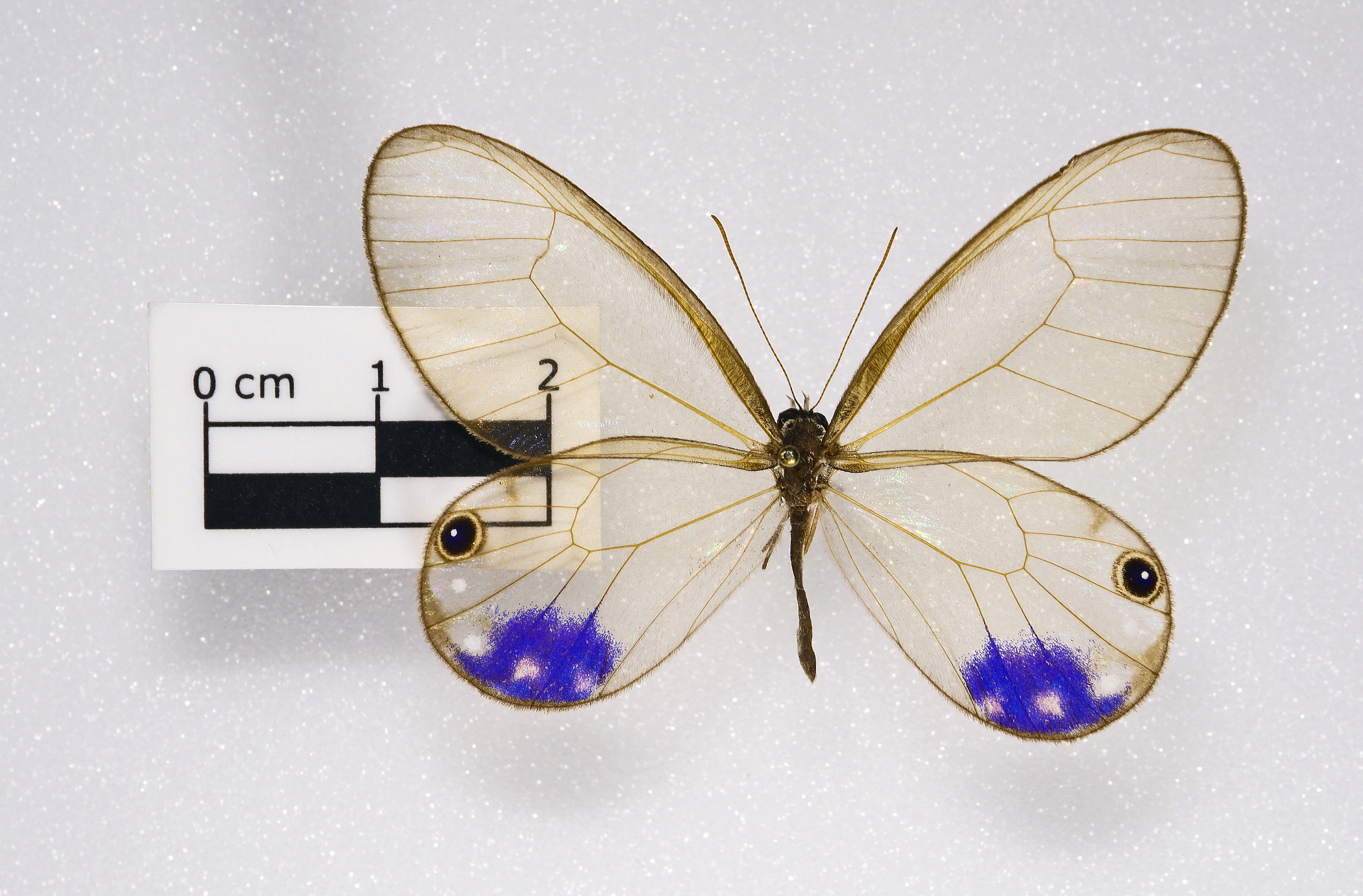
Cithaerias esmeralda (Haeterini)